# Viaducto del AVE sobre la vega del río Huerva
El viaducto del AVE sobre el río Huerva es un puente en Zaragoza (España) con el que el tráfico ferroviario de alta velocidad salva el desnivel geográfico en su paso por la ronda sur.

## Descripción
Consta de dos plataformas separadas, una por sentido, apoyadas en pilares de 50 metros de altura que en vanos de 66 metros abarcan 1122 metros de distancias. Entró en servicio el 11 de octubre de 2003 como parte de la Línea de Alta Velocidad Madrid-Lérida, luego prolongada hasta Barcelona y la frontera francesa.
- Datos: Q6160857